# Psyrana celebica
Psyrana celebica är en insektsart som först beskrevs av Heinrich Hugo Karny 1931.  Psyrana celebica ingår i släktet Psyrana och familjen vårtbitare. Inga underarter finns listade i Catalogue of Life.